# World, Hold On (Children of the Sky)
World, Hold On (Children of the Sky) è una canzone di Bob Sinclar, che vede la partecipazione nella parte vocale di Steve Edwards. È stato il secondo singolo principale ad essere estratto dall'album Western Dream, il 6 giugno 2006.A fine 2006 il singolo è risultato la quindicesima canzone più suonata in Messico. È divenuto uno dei tormentoni estivi del 2006 e fu usata successivamente come una delle canzoni del cinepanettone Natale a New York, uscito l’anno stesso.

## Il video
Il video di World, Hold On (Children of the Sky) vede protagonista David Beaudoin, lo stesso bambino del video "Love Generation". Nel video, il ragazzino si sveglia e apprende la notizia che la Terra sta per essere distrutta da un meteorite. Il bambino decide quindi di costruire una nave spaziale, con la quale parte nello spazio insieme al proprio cane. La nave colpisce il meteorite con dei palloni da basket, distruggendolo. Tornato sulla Terra, il bambino è accolto come un eroe, fino al momento che sua madre non lo sveglia, e l'avventura si rivela solo un sogno.

## Tracce
- 5" CD single (July 3, 2006) (UK)

1. "World, Hold On (Children of the Sky)" (Radio Edit) 3"20
2. "World, Hold On (Children of the Sky)" (Club Edit) 6:35

- 5" maxi single (EU)

1. "World, Hold On (Children of the Sky)" (Video Edit)
2. "World, Hold On (Children of the Sky)" (Radio Edit) 3:18
3. "World, Hold On (Children of the Sky)" (Club Mix) 8:08
4. "World, Hold On (Children of the Sky)" (Extended Club Mix) 8:35

- 12" maxi single (May 11, 2006) (Germany)

A-side
1. "World, Hold On (Children of the Sky)" (Extended Club Mix) 8:35
2. "World, Hold On (Children of the Sky)" (Axwell Remix) 7:28

B-side
1. "World, Hold On (Children of the Sky)" (David Guetta & Joachim Garraud Remix) 7:26
2. "World, Hold On (Children of the Sky)" (Wally Lopez Dub Mix) 9:14

- 12" maxi single (March 15, 2006) (Belgium/France/Spain)

1. "World, Hold On (Children of the Sky)" (Club Mix) 8:06
2. "World, Hold On (Children of the Sky)" (Extended Club Mix) 8:37

- 12" maxi single (August 2006) (US)

A-side
1. "World, Hold On (Children of the Sky)" (Rosabel Vocal Mix) 9:52

B-side
1. "World, Hold On (Children of the Sky)" (Ralphi Rosario Dub) 11:08

- 12" maxi single (June 2006) (UK)

A-side
1. "World, Hold On (Children of the Sky)" (Original Version] 6:35
2. "World, Hold On (Children of the Sky)" (Richard Earnshaw Remix) 8:54

B-side
1. "World, Hold On (Children of the Sky)" (Sergio Flores Epic Club Mix) 6:53
2. "World, Hold On (Children of the Sky)" (Sergio Flores AM Dub)

- CDE single (Enhanced) (Austria/Germany)

1. "World, Hold On (Children of the Sky)" (Radio Edit) 3:18
2. "World, Hold On (Children of the Sky)" (Club Mix) 8:08
3. "World, Hold On (Children of the Sky)" (Axwell Remix) 7:28
4. "World, Hold On (Children of the Sky)" (David Guetta & Joachim Garraud Remix) 7:26
5. "World, Hold On (Children of the Sky)" (Video) 3:37

- CDE single (June 2006) (Italy)

1. "World, Hold On (Children of the Sky)" (Radio Edit) 3:18
2. "World, Hold On (Children of the Sky)" (Club Mix) 8:08
3. "World, Hold On (Children of the Sky)" (Axwell Remix) 7:28
4. "World, Hold On (Children of the Sky)" (David Guetta & Joachim Garraud Remix) 7:26
5. "World, Hold On (Children of the Sky)" (Wally Lopez Dub Mix) 9:14
6. "World, Hold On (Children of the Sky)" (Video) 3:37

- CDE single (June 2006) (UK)

1. "World, Hold On (Children of the Sky)" (Original Version) 6:35
2. "World, Hold On (Children of the Sky)" (Sergio Flores Epic Club Mix) 6:53
3. "World, Hold On (Children of the Sky)" (Bob Sinclar vs. Harlem Hustlers Remix) 6:50
4. "World, Hold On (Children of the Sky)" (E-Smoove Vocal Mix) 6:46
5. "World, Hold On (Children of the Sky)" (Axwell Vocal Remix) 6:27
6. "World, Hold On (Children of the Sky)" (Richard Earnshaw Remix) 8:54
7. "World, Hold On (Children of the Sky)" (Video) 3:37

- CD single (Australia/EU)

1. "World, Hold On (Children of the Sky)" (Radio Edit) 3:18
2. "World, Hold On (Children of the Sky)" (Club Mix) 8:06

- Remixes single #1 (July 2006) (Italy)

A-side
1. "World, Hold On (Children of the Sky)" (Bob Sinclar vs. Harlem Hustlers Remix) 9:06

B-side
1. "World, Hold On (Children of the Sky)" (Harlem Hustlers Penthouse Remix) 8:15

- Remixes single #2 (July 2006) (Italy)

A-side
1. "World, Hold On (Children of the Sky)" (Axwell Remix) 7:30

B-side
1. "World, Hold On (Children of the Sky)" (David Guetta Remix) 7:29

- Remixes single #3 (July 2006) (France)

A-side
1. "World, Hold On (Children of the Sky)" (Axwell Remix) 7:30

B-side
1. "World, Hold On (Children of the Sky)" (Joachim Garraud & David Guetta Remix) 7:27

## Remix ufficiali
1. Radio Edit
2. Video Edit
3. Club Edit
4. Club Mix
5. Club Extended Mix
6. Axwell Remix
7. Axwell Vocal Remix
8. Wally Lopez Factomania Vocal Remix
9. Wally Lopez Factomania Dub Remix
10. David Guetta & Joachim Garraud Remix
11. Sergio Flores Epic Club Mix
12. Sergio Flores AM Dub
13. Richard Earnshaw Remix
14. E-Smoove Vocal Mix
15. Bob Sinclar vs. Harlem Hustlers Remix
16. Harlem Hustlers Penthouse Remix
17. Ralphi Rosario Vocal Mix/Rosabel Vocal Mix
18. Ralphi Rosario Dub Mix/Rosabel Dub Mix

## Classifica italiana
| Posizione | 4 | 5 | 7 | 6 | 7 | 7 | 11 | 16 | 9 | 16 | 17 | 17 | 19 |

## Classifiche internazionali
| Chart (2006)             | Peak |
| ------------------------ | ---- |
| Australian Singles Chart | 19   |
| Austrian Singles Chart   | 17   |
| Belgian Singles Chart    | 3    |
| Dutch Singles Chart      | 5    |
| Dutch Mega Top 50        | 6    |
| Finnish Singles Chart    | 7    |
| French Singles Chart     | 2    |
| German Singles Chart     | 19   |
| Irish Singles Chart      | 10   |
| Italian Singles Chart    | 4    |
| Norwegian Singles Chart  | 15   |
| Spain FlaixFm Top 45     | 1    |
| Swedish Singles Chart    | 14   |
| Swiss Singles Chart      | 12   |
| UK Singles Chart         | 9    |
| U.S. Hot Dance Club Play | 1    |